# Pnigalio coloni
Pnigalio coloni är en stekelart som först beskrevs av Girault 1917.  Pnigalio coloni ingår i släktet Pnigalio och familjen finglanssteklar. Inga underarter finns listade i Catalogue of Life.